# Порт Сінгапура
Порт Сінгапура (англ. Port of Singapore) — це сукупність споруд та терміналів, які забезпечують перебіг морської торгівлі, обробку вантажів в гаванях Сінгапура. Станом на 2009 рік, найзавантаженіший порт світу, якщо рахувати загальний тоннаж всіх суден, він також пропускав через себе п'яту частину світового потоку вантажних контейнерів, половину світового річного запасу сирої нафти, а також є в цей час портом з найбільшим у світі міжсудновим вантажним обміном. Крім того це був найзавантаженіший порт світу за загальними обсягами вантажу до 2005 року, коли його перевершив порт Шанхаю. Сполучення із портами 123 країн світу всіх континентів.

## Історія
Наприкінці 13 століття королівство, відоме як Сінгапура, було засноване на північному березі річки Сінгапур навколо того, що називалося Старою гавані. Це був єдиний порт у південній частині Малаккської протоки і обслуговував кораблі та торговців у регіоні, конкуруючи з іншими портами вздовж узбережжя Малаккської протоки, такими як Джамбі, Кота-Чіна, Ламбрі, Семудра, Палембанг, Південний Кедах і Таміанг.
Сінгапур перестав бути частиною Британської імперії, коли він злився з Малайзією в 1963 році. Сінгапур втратив внутрішні території і більше не був адміністративною чи економічною столицею Малайського півострова. Переробка в Сінгапурі сировини, що видобувається на півострові, була різко скорочена через відсутність спільного ринку між Сінгапуром і державами півострова.
У 1990-х роках порт став більш відомим і обігнав Йокогаму, і зрештою став найбільш завантаженим портом з точки зору тоннажу судноплавства.

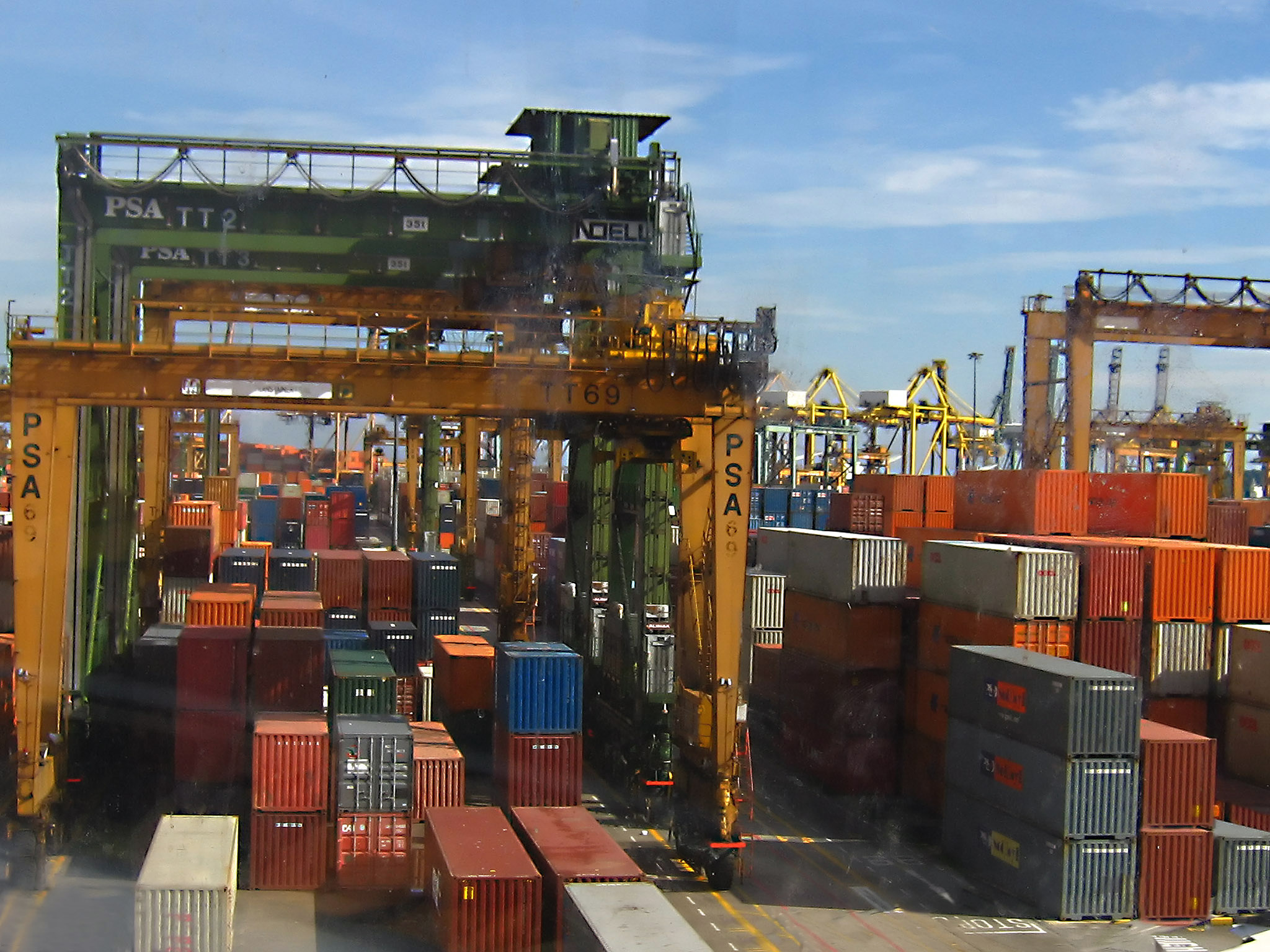
Термінал Кеппел

Вантажооборот Сінгапурського порту збільшився з 37,9 млн т у 1966 році до 120,9 млн т у 1986 році, включаючи перевалку нафти та нафтопродуктів (за розмірами вантажообігу Сінгапур вийшов на друге місце у світі після Роттердамського порту). У 1986 році Сінгапур відвідали понад 60 тис. суден загальним тоннажем 600 млн брутто-реєстрових тонн (за тоннажем суден, що прибувають, Сінгапур займав перше місце у світі). У тому ж році Сінгапурський порт обробив 63 млн т нафти та нафтопродуктів (що становило 56% всього вантажообігу порту), ставши найважливішим бункерним портом Південно-Східної Азії та одним з найбільших нафтових терміналів світу. До Сінгапуру заходили судна трьохсот пароплавних ліній під прапорами восьми десятків країн. До 80% всіх транзитних вантажів оброблялися протягом трьох дней.
У 1988 році в Сінгапурському порту було введено автоматичну систему планування ресурсів, яка координувала та об'єднувала всі дії з розвантаження-навантаження судів. У 1990 році оборот контейнерів перевищив 5 млн. TEU на рік, що зробило Сінгапур найбільшим контейнерним портом світу. У 1991 році було засновано Інститут Сінгапурського порту, у 1994 році обіг контейнерів досяг 10 млн. TEU на рік. У 1997 році Управління порту Сінгапуру було перетворено на корпорацію і перейменовано на PSA Corporation Limited. У 1998 році PSA стає першим оператором у світі, який з початку своєї діяльності обробив 100 млн контейнерів. PSA International Private Limited стала головною холдинговою компанією PSA Group.

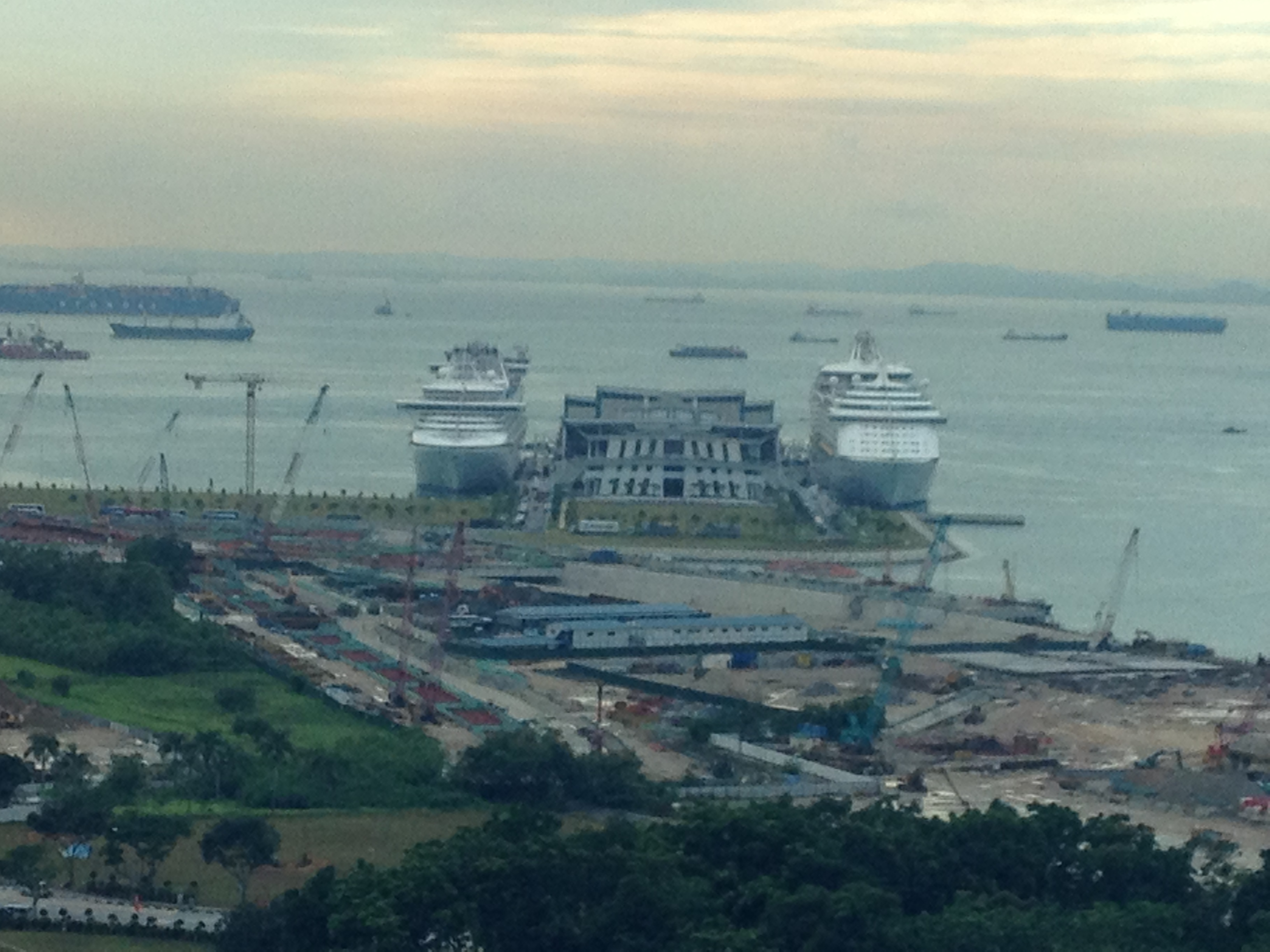
Diamond Princess & Voyager of the Seas причалили до Сінгапуру.

У 2005 року оборот контейнерів досяг 20 млн TEU на рік. На даний момент порт Сінгапуру пов'язаний із шістьма сотнями портів 123 країн світу. Близько 85% контейнерів, що прибувають до Сінгапуру, перевантажуються на інші судна і йдуть далі. У Сінгапурському порту налічується понад 50 контейнерних причалів. Порт складається з двох частин – основної, що належить PSA Singapore, та порту Джуронг (Jurong Port). За функціонування порту, як і в багатьох інших ультрасучасних портів, відповідає спеціальне програмне забезпечення, що є, по суті, його операційною системою..

## Круїзний бізнес
У порту Сінгапуру також є термінал для круїзних суден. До таких круїзних ліній, що в порту приписки, належать Princess Cruises, Royal Caribbean, Holland America Line у три-одинадцятиденні круїзи до Азії. З листопада 2014 року по лютий 2015 року в таких лайнерах подорожувало понад 40 000 пасажирів. Розміщення круїзних суден порту принесе 50 мільйонів доларів, а Princess відповідає за зростання інтересу до круїзів у Сінгапурі.

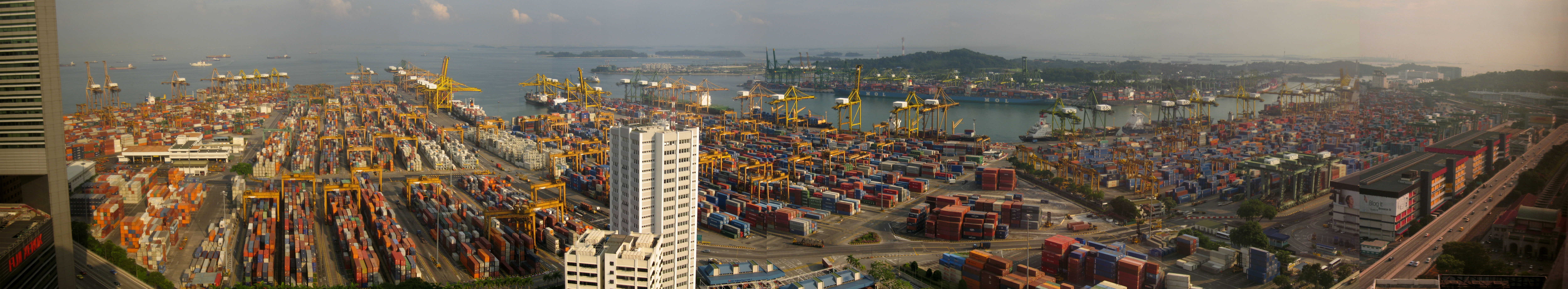
Порт Сінгапуру з островом Сентоса на задньому плані.